# Richard Rorty

Richard Rorty

Richard McKay Rorty (* 4. Oktober 1931 in New York City; † 8. Juni 2007 in Palo Alto, Kalifornien) war ein amerikanischer Philosoph und Komparatist. Rorty gilt als ein Vertreter des Neo-Pragmatismus und eines minimalen Liberalismus.

## Leben

### Familie und Privates
Richard Rorty war das einzige Kind von James Rorty, Sohn eines irischen Einwanderers, und von Winifred Raushenbush, Tochter deutscher Immigranten. Ihr Vater Walter Rauschenbusch war einer der Wortführer des Social Gospel. Ihr Großvater August Rauschenbusch – also einer von Richard Rortys Urgroßvätern mütterlicherseits – war in den USA und in Deutschland ein prominenter Vertreter seiner baptistischen Freikirche und hatte wie ihr Vater am theologischen Seminar in Rochester gelehrt.
Der Vater James Rorty war von Thorstein Veblen beeinflusst. Die Mutter Winifred Rorty betrieb als Assistentin von Robert Ezra Park empirische Sozialforschung. Die Eltern arbeiteten als freie Journalisten, waren bekannte Intellektuelle und sympathisierten mit dem Kommunismus. Sie distanzierten sich jedoch 1932 von der Kommunistischen Partei der USA (CPUSA), die von der KPdSU dominiert war. James Rorty engagierte sich im Zusammenhang mit den Moskauer Schauprozessen für die Dewey-Untersuchungskommission der Trotzki-Affäre. Anfang der 1940er Jahre unterstützten die Eltern den sozialistischen Präsidentschaftskandidaten Norman Thomas und arbeiteten für die Workers' Defence League, der Liga zur Verteidigung der Arbeiter. – Richard Rorty widmete 1989 das Werk Contingency, Irony, and Solidarity seiner Familie. In der deutschen Übersetzung lautet die Widmung:

„Dem Andenken von sechs Liberalen: meinen Eltern und Großeltern.“

James Rorty hatte als Folge traumatischer Kriegserlebnisse zwei Nervenzusammenbrüche. Den schlimmeren von beiden erlebte er in den frühen 1960er Jahren. Unter anderem glaubte er daran, göttliche Allwissenheit zu besitzen. Richard Rorty selbst wurde in den frühen 1960ern daraufhin psychiatrisch behandelt.
Aus Richard Rortys erster Ehe mit Amélie Oksenberg, seiner Kommilitonin an der Yale University, stammt ein Sohn. Nach der Scheidung 1972 heirateten Richard Rorty und Mary Varney. In dieser Ehe wurde er der Vater von zwei weiteren Kindern. Mary Varney Rorty hatte an der Johns Hopkins University in Philosophie promoviert; sie arbeitet am Zentrum für biomedizinische Ethik der Universität Stanford. Mary Varney war praktizierende Mormonin, während Richard Rorty Atheist war.
Richard Rorty starb 2007 in Palo Alto an Pankreaskrebs.

### Laufbahn
Haupt- und Lieblingsbeschäftigung des jungen Richard Rorty war das Lesen von Büchern; nur Naturbeobachtungen faszinierten ihn zeitlebens ähnlich. Er war scheu und zurückhaltend. Er fand keinen Zugang zu den Aktivitäten seiner Mitschüler und es zählte zu seinen kontinuierlichen Schulerfahrungen, von „Rabauken“ („bullies“) verprügelt zu werden. Bis er auf das Hutchins-College kam, hatte er ungefähr sieben Schulwechsel hinter sich.
Er bezeichnete es als Glück, mit fünfzehn Jahren an das Hutchins-College wechseln zu können. An dieser Schule für Hochbegabte der University of Chicago erreichte er 1949 mit achtzehn Jahren seinen Bachelor und drei Jahre später 1952 seinen Master-Abschluss mit einer Arbeit über „Whitehead's Use of the Concept of Potentiality“ in Philosophie. Zu seinen Lehrern gehörten u. a. Rudolf Carnap, Charles Hartshorne und Richard McKeon. Von 1952 bis 1956 studierte er an der Yale University, 1956 wurde er dort mit der Arbeit „The Concept of Potentiality“ promoviert. Sein Doktorvater war Paul Weiss.
Nachdem er seinen zweijährigen Wehrdienst bei der US Army (1957/58) abgeleistet hatte, war er von 1958 bis 1961 Assistant Professor am Wellesley College. Im Anschluss daran – ab 1981 als „Stuart Professor of Philosophy“ – hatte er bis 1982 eine Professur für Analytische Philosophie an der Princeton University. 1967 plädierte er in der Einleitung von „The Linguistic Turn“ – eine Sammlung von Essays von Vertretern der Analytischen Philosophie – für eine Wiederaufnahme von erkenntnistheoretischen Fragen, die seit der Antike ungeklärt sind. Mit der Veröffentlichung des Aufsatzes „World well lost“ 1972 pointierte er weitergehend, dass Wahrheit, objektive Realität und konzeptuelle Rahmen sich philosophisch gleichermaßen überflüssig machen dürften wie die alten Fetische Gott, Vernunft und Geist. 1973–74 erhielt er ein Guggenheim-Stipendium. 1979 erschien „Philosophy and the Mirror of Nature“ (dt. „Der Spiegel der Natur“, 1987). Er stellte darin die historisch bedingte Entstehung philosophischer Probleme wie Wahrheit, Objektivität und Erkenntnistheorie dar, zeigte an der Philosophie der Gegenwart auf, wie unergiebig eine weitere Beschäftigung damit sein dürfte, und schlug vor, stattdessen „bildende“ Philosophie zu betreiben. Für die Jahre 1981–86 erhielt er ein MacArthur-Stipendium.
1982 gab er im Hinblick auf seine Forschungsergebnisse seine Tätigkeit innerhalb der universitären Philosophie auf und verließ seinen Lehrstuhl in Princeton. 1982 wurde er „Kenan-Professor für Humanities“ an der University of Virginia, die er bis 1998 innehatte. Er war u. a. Gastprofessor am University College London (1986) und am Trinity College (Cambridge) (1987). 1989 veröffentlichte er „Contingency, Irony, and Solidarity“ (dt. „Kontingenz, Ironie und Solidarität“, 1992) über Möglichkeiten der Selbsterschaffung und Solidarität in einer kontingenten Gesellschaft. 1997 war er Gastdozent in Harvard und erhielt den Ehrendoktor der Universität von Paris. Seit 1998 lehrte Rorty Komparatistik an der Stanford University.
Im selben Jahr erschienen „Achieving Our Country. Leftist Thought in Twentieth Century America“ (dt. „Stolz auf unser Land. Die amerikanische Linke und der Patriotismus“, 1999) und „Truth and Progress. Philosophical Papers III“ (dt. „Wahrheit und Fortschritt“, 2000) und er hielt Vorlesungen am Trinity College Dublin. Es folgten weitere Gastvorlesungen an den Universitäten Frankfurt, Heidelberg, Berlin, Münster, Turin, Girona und Amsterdam. Er wurde Doctor honoris causa der Johannes Pannonius Universität, Pécs in Ungarn (2000), Babeș-Bolyai-Universität Cluj in Rumänien (2001) und der Freien Universität Brüssel in Belgien (2001). Seit 2005 war er Professor Emeritus.

## Wirken
Rorty diskutierte mit anderen zeitlebens die Frage: Ist die Welt, in der wir leben, eine objektive oder eine konstruierte Wirklichkeit? Philosophen können diese Frage nicht entscheiden, aber sie treten für die eine bzw. die andere Antwort ein.

“These alternating intuitions have been in play ever since Protagoras said “Man is the measure of all things” and Plato rejoined that the measure must instead be something nonhuman, unchanging, and capitalized -- something like The Good, or The Will of God, or The Intrinsic Nature of Physical Reality. Scientists who, like Steven Weinberg, have no doubt that reality has an eternal, unchanging, intrinsic structure which natural science will eventually discover are the heirs of Plato. Philosophers like Kuhn, Latour, and Hacking think that Protagoras had a point, and that the argument is not yet over.”

„Diese einander abwechslenden Intuitionen waren bereits im Spiel, seitdem Protagoras behauptete: „Der Mensch ist das Maß aller Dinge“, und Platon erwiderte, dass das Maß stattdessen etwas Nichtmenschliches, Unveränderliches und Großartiges sein müsste – etwas in der Art wie das Gute, der Wille Gottes oder die intrinsische Beschaffenheit der physikalischen Wirklichkeit. Wissenschaftler, die […] unbeirrt daran festhalten, dass die Wirklichkeit eine ewige, unveränderliche, intrinsische Beschaffenheit hat, die die Naturwissenschaft letztendlich offenlegen wird, sind die Erben Platons. Philosophen wie Kuhn, Latour und Hacking sind hingegen der Überzeugung, dass Protagoras eine wichtige Einsicht erlangt hat und die Debatte noch nicht entschieden ist.“

Außer zu philosophischen Fragen äußerte er sich zur politischen Theorie, Geschichtsschreibung, Literaturwissenschaft und weniger typisch akademischen Themen wie Terrorismus, Menschenrechte und evolutionäre Biologie. Sowohl seine Politische Philosophie als auch seine Moralphilosophie wurden von der politischen Rechten wie der Linken angegriffen. Die einen hielten ihn für einen akademischen Linken und die anderen für naiv. Die Rechte warf ihm insbesondere Relativismus und Unverantwortlichkeit vor, die Linke sowohl eine mangelnde Fundierung für ein Konzept der sozialen Gerechtigkeit als auch in letzter Zeit eine zu starke Parteinahme für die Außenpolitik der Vereinigten Staaten. Ebenfalls weit verbreitet ist der Einwand, Rorty widerspreche sich.
Er gilt zusammen mit Hilary Putnam als Hauptvertreter des amerikanischen Neo-Pragmatismus. Rorty behauptete mit seinen Forschungsergebnissen gegen die Analytische Philosophie, sie sei geprägt von traditionellen empirischen und erkenntnistheoretisch-fundamentalistischen Konzepten, die ein Philosophieren im Zusammenhang mit Gegenwartsproblemen verhindere. Er plädierte dafür, sich vom Wahrheitsbegriff und von Objektivität zu verabschieden. Diese Begriffe seien kontingent, hätten nicht zu den in Aussicht gestellten Ergebnissen geführt und seien daher verzichtbar. Er forderte „eine konsequente Historisierung epistemologischer Problemstellungen“. Aus Sicht der Philosophie des Geistes vertrat Rorty einen Eliminativismus, der besagt, dass es keine mentalen Phänomene gibt.
Sein Vorschlag war, anstatt weitere philosophische Systeme zu entwerfen, Solidarität und Handeln zum Ausgangspunkt eines gesellschaftweiten, offenen, philosophischen Diskurses zu nehmen. Diese „edifying philosophy“ sollte es Menschen ermöglichen, neue Sichten zu entwickeln. Solidarität zwischen Menschen, die durch die westliche Kultur geprägt sind, entstehe aus der gemeinsam geteilten Erfahrung von Grausamkeit. Sie ist in der Sphäre der Öffentlichkeit, der Gesellschaft angesiedelt, für die es gelte, Grausamkeit und Leiden zu minimieren bzw. zu vermeiden. Dieses gemeinsam geteilte Empfinden, das Einfühlungsvermögen, Empathie der Menschen, könne jeder Einzelne z. B. mit Hilfe der Literatur und Poesie weiterentwickeln. Rorty soll diese Idee auch mit der Anekdote erläutert haben, dass Abraham Lincoln in einem Gespräch mit Harriet Beecher-Stowe gesagt habe, die massenhafte Lektüre ihres Romans „Onkel Toms Hütte“ habe den Bürgerkrieg zwischen Süd- und Nordstaaten eigentlich erst möglich gemacht. Ein moralischer Fortschritt bestand für Rorty in der Ausweitung des „Wir“, der Gemeinschaft, die diese Empathie füreinander aufbringt.
Seine umfassende Kritik der Analytischen Philosophie rief teilweise heftige kollegiale Kritik an ihm persönlich hervor. Rorty wurde wiederholt vorgeworfen, er könne nicht zugleich mit seiner Kritik die „Philosophie beerdigen“ und Philosophie lehren. 1982 verließ Rorty seinen Lehrstuhl für Philosophie an der Princeton University, der Hochburg analytischer Philosophie, und war bis zu seinem Tod Kenan-Professor für Vergleichende Literaturwissenschaft an der Stanford University. Ausführliche und zusammenhängende Darstellungen seiner Analyse der gegenwärtigen Philosophie und seiner Idee einer „bildenden Philosophie“ finden sich in Philosophy and the Mirror of Nature (1979), Consequences of Pragmatism (1982) und Contingency, Irony, and Solidarity (1988).

### Ein jugendliches Projekt
Als Rorty im Alter von 15 Jahren ins Hutchins-College der Universität Chicago aufgenommen wurde, hatte er vage Vorstellungen davon, was er lernen wollte. „Gegenwärtiges und Gerechtigkeit in einer einzigen Vision zu erfassen“, diese Phrase des irischen Dichters William Butler Yeats sei die Bezeichnung für eine Art Projekt gewesen, so schrieb Rorty 1992 in „Trotzki und die Wilden Orchideen“, wofür er sich von den Erwachsenen in Chicago Anregungen erwartete. Gerechtigkeit bedeutete – den Fußstapfen seiner Eltern folgend –, daran mitzuwirken, Gerechtigkeit in der amerikanischen Gesellschaft zu vergrößern und so das Leiden zu minimieren. „Gegenwärtiges“ stand für die unerklärliche Faszination für etwas oder für jemand, bei dem man empfindet, von etwas Unaussprechlichem berührt zu sein, wie er es in den Wäldern New Jerseys und mit wilden Orchideen erlebt hatte. Er war nicht in der Lage, dieses Unaussprechliche gläubig anzubeten, wie er wenige Jahre später feststellte.

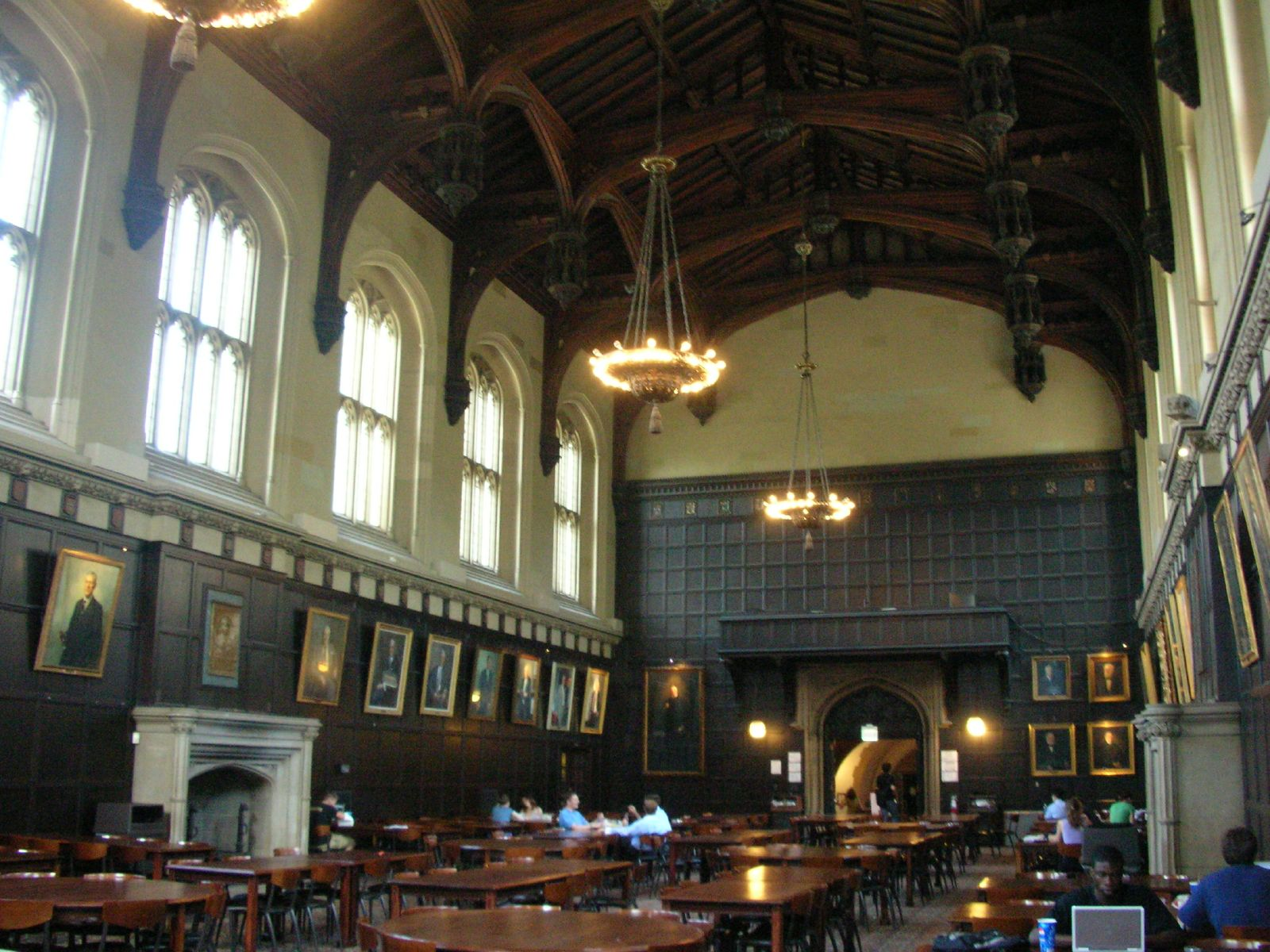
Universität Chicago: Hutchinson Hall

### Faszination der Metaphysik und Ernüchterung
In Chicago entdeckte Rorty die Philosophie als das für sein Vorhaben geeignete Terrain. Im Unterschied zu den pragmatischen Theorien – die die marxistischen ersetzt hatten und denen seine Eltern und die Intellektuellen in New York nun folgten – wurde in Chicago gelehrt, dass „nur dann, wenn man sich etwas Ewigem, Absolutem und Gutem – wie dem Gott des Heiligen Thomas oder der von Aristoteles beschriebenen „Natur menschlicher Wesen“ – annähere, es gelänge, die amerikanische Entscheidung für eine soziale Demokratie gegenüber jeder Art von Faschismus zu rechtfertigen. Der Spott seiner Professoren über Deweys 'lächerlichen Pragmatismus' verband sich mit dem jugendlichen Bedürfnis nach Distanz von elterlichen Vorbildern, und Rorty folgte ihren Anregungen.
Außer seiner Beschäftigung mit neuartigen rationalistisch-metaphysischen Konzepten wie denen von Alfred North Whitehead – dessen Schüler Charles Hartshorne Rortys Mentor in Chicago war – und später in Yale denen von Paul Weiss, las er Platon, Aristoteles und Thomas von Aquin und resümierte, dass er – falls dies möglich sein sollte – etwas Ähnliches wie den von Platon in Aussicht gestellten absoluten Ort des Guten und Schönen erreichen wollte. So glaubte er, der Verwirklichung seines Vorhabens „Gegenwärtiges und Gerechtigkeit in einer einzigen Vision zu erfassen“ näher zu kommen. „Ich wollte nichts so sehr sein wie eine Art Platoniker und gab zwischen meinem 15. und 20. Lebensjahr mein Bestes.“
Doch das platonische Kunststück gelang ihm nicht, berichtete Habermas: „… der jugendliche Rorty, der sich von Platon, Aristoteles und Thomas von Aquin mitreißen ließ, stellte zunehmend fest, dass das Vorhaben einer Berührung mit der Gegenwart des Außergewöhnlichen in Form einer Theorie […] sich nicht mit Hilfe der Philosophie verwirklichen lassen würde.“

### The Linguistic Turn (1967)
Im Unterschied zu Deutschland – wo die Herrschaft des nationalsozialistischen Faschismus die intellektuelle Weiterentwicklungen für Jahrzehnte unterbrach – erfolgte im anglophonen Sprachraum in der ersten Hälfte des 20. Jahrhunderts eine philosophische Umorientierung durch die Analytische Philosophie. In einer weiteren Veränderung innerhalb dieser verließ man nach dem Zweiten Weltkrieg das ursprüngliche Terrain logisch-formaler Betrachtungsweisen und idealsprachlicher Entwürfe und begann die Alltagssprache zu erforschen und philosophisch auszuwerten. Diese Wende war Anfang der 1950er Jahre von Gustav Bergmann als „Linguistic Turn“ bezeichnet worden.
Rorty ergriff im Rahmen des Linguistic Turn die diskursiven Möglichkeiten, seinen philosophiegeschichtlichen und epistemologischen Forschungsergebnissen im Hinblick auf den aktuellen Diskussionsstand Raum für fachlich-philosophische Diskussionen zu geben. Für die meisten amerikanischen Philosophen galt Rorty zu dieser Zeit als Vertreter der Analytischen Philosophie.
1967 erschien der Sammelband The Linguistic Turn mit einer Einleitung von Rorty, die seinen deutlich kritischen Abstand zur Analytischen Philosophie zeigte. Er kritisierte die Analytische Sprachphilosophie, die, noch immer der Erkenntnistheorie verhaftet, danach strebe, philosophische Probleme dadurch zu lösen, entweder die Sprache zu reformieren (eine Idealsprache zu konstruieren) oder Sprache besser zu verstehen. Beides konnte nur dazu dienen, den „Spiegel“ zu polieren, was er als fragwürdig auffasste, weil aus seiner Sicht epistemologische Sackgassen dies verhinderten.
Rorty äußerte in den folgenden Jahren immer wieder, dass es für ihn nicht nachvollziehbar sei, wie die Sprachphilosophie traditionelle philosophische Probleme lösen könne. Positiv am Linguistic Turn sei aber die Verschiebung des philosophischen Fokus vom Empirismus auf „sprachliches Verhalten“.

### Der Spiegel der Natur (1979)
Als 1979 in den USA „Der Spiegel der Natur. Eine Kritik der Philosophie“ (in Deutschland 1981) erschien, lagen das Ergebnis und die Schlussfolgerungen von Rortys Historisierung epistemologischer Fragen vor. Im Zentrum stand das Ergebnis von Rortys Versuch, philosophische Probleme auf ungeprüfte Annahmen hin zu untersuchen und die Antworten dazu kritisch unter die Lupe zu nehmen. Dies ergab eine umfassende und grundsätzliche Revidierung der gesamten neuzeitlichen und modernen Philosophie. Viele bezeichneten das Ergebnis als „Generalabrechnung“ mit der Philosophie und nannten Rorty einen „Denker der Dekonstruktion“.

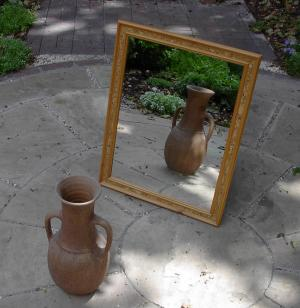
Können wir das tatsächlich?

#### Über die Philosophie des Mentalen
Die Annahme, es gebe stichhaltige Kriterien für das, was unter mental zu verstehen sei, sei ein Irrtum. Philosophen neigten traditionell dazu, von einzelnen Phänomenen auf etwas Substantielles zu schließen. Im Falle „mental“ habe dieses den Charakter einer immateriellen Entität angenommen. Rorty zufolge besteht keine Notwendigkeit, davon auszugehen, dass es außer sensorischen Impulsen und den Ergebnissen neurophysiologischer Verarbeitungsmechanismen so etwas wie Mentales gebe, das unsere Wahrnehmung vermittelnd gestalte.
Seine Alternative: Wir könnten möglicherweise lernen, über unsere Intuitionen anders zu sprechen als bisher, ohne dabei davon ausgehen zu können, dass der Mangel an Übereinstimmung unserer Sprache mit der Wirklichkeit behoben werden könne.

#### Neuzeitliche Erkenntnistheorien
Allen Erkenntnistheorien des 16. und 17. Jahrhunderts sei die selbstverständliche, gesellschaftsweit gültige Vorstellung implizit, dass es die zwei Entitäten Körper und Geist gebe und dass der Geist ein getreues Abbild der Wirklichkeit repräsentieren, d. h. „spiegeln“ könne. Wie dies in zuverlässiger Weise so zu bewerkstelligen sei, dass damit philosophische und einzelwissenschaftliche Wahrheitsansprüche fundiert werden können, war in expliziter Weise das Thema Lockes und Kants, die glaubten, dieses 'Spiegeln' der Wirklichkeit im Bewusstsein des Menschen auf ihre Weise sicher begründet zu haben.
Rorty stellte die erkenntnistheoretischen Konzepte Lockes und Kants als eine Form der „Begriffsbildung“ dar. Diese „Begriffsbildung“ sei – so fasste Rorty zusammen – durch die Rechtfertigung von Wissensansprüchen und durch ihre kausale Erklärung im Zusammenhang mit sozialen Praktiken und behaupteter psychischer Vorgänge kontaminiert und arbeite mit der folgenschweren und Irrtümer zeugenden Cartesianischen Zweiteilung von res cogitans und res extensa.
Auch die Auffassungen von Vertretern der Analytischen Philosophie und des psychologischen Empirismus dokumentiere eine prognostizierbare Ergebnislosigkeit jeder Art von Erkenntnistheorie. Nur die implizite und unreflektierte Annahme des „Spiegelns“ mache Philosophen glauben, damit Probleme lösen zu können. Rorty empfahl, das mit historisch entstandenen Fundierungsansprüchen verbundene „Erkennen“ durch die jeweils aktuelle, soziale Rechtfertigung von Meinungen solidarischer Menschen zu ersetzen.

#### Über die Idee der „Philosophie ohne Spiegel“
Rortys Alternative, die „Philosophie ohne Spiegel“, ist die Idee eines Rahmens, durch Kommunikation und das Hinsehen auf Personen- und Sachverhalte gemeinsames Handeln zu ermöglichen.
Diese Anregungen zu einem hermeneutischen Ansatz verdanke er Ludwig Wittgenstein, Martin Heidegger und John Dewey, die im Anschluss an Friedrich Nietzsche behaupteten, 'Erkenntnis' sei ein Teil eines Sprachspiels. Eine Fundamentalphilosophie sei deshalb zum Scheitern verurteilt.
Philosophen sollten darauf verzichten, weiterhin nach idealen Theorien zu fahnden, die mit der Wirklichkeit korrespondieren müssen. Nach Jahrhunderten der Versuche gebe es nachweislich keinen Anhaltspunkt dafür, dass sich dies erreichen lassen werde. Vertreter traditioneller Positionen erhoben gegen ihn den Vorwurf, sich nicht an der Verbesserung der traditionellen Philosophie beteiligt zu haben, oder unterstellten ihm mangelhafte Professionalität. Andere verwarfen seine Forschungsergebnisse und entwickelten im Widerspruch zu Rorty aus ihrer Sicht tragfähige repräsentionale Modelle.
Im Mittelpunkt von Rortys Projekt einer „bildenden Philosophie“ steht das Wirken der Philosophen zusammen mit anderen. Sie sollen sich als kluge, erfahrene Gesprächspartner an alltagsrelevanten Diskursen beteiligen und verhindern, dass Gesprächsrunden als „Tauschmarkt für Theorien“ missbraucht werden. Dieser nicht-normale Diskurs soll Einzelnen und der Gesellschaft ermöglichen, sich von Traditionen zu lösen und neue Sichten zu finden. Die Offenheit dieses Ansatzes sorgte und sorgt für gesellschaftsweiten Diskussionsstoff.
Eine neue Idee von Philosophie stößt unvermeidlich auf den Widerspruch der alten, erläuterte Rorty im Hinblick auf das traditionell gültige Menschenbild, das nun zur Disposition stehe. Sichtweisen der traditionellen Idee Philosophie – „systematisches Philosophieren“ – machten es schwer, seinen anderen unüblichen Sichten etwas philosophisch Relevantes abzugewinnen. Er widersprach stets denen, die meinten, seine Forschungsergebnisse bedeuteten das Ende der Philosophie. Allerdings halte er die erkenntnistheoretische Philosophie für eine Episode der europäischen Kulturgeschichte.

### Kontingenz, Ironie und Solidarität (1989)
Nachdem Rorty in seinem Buch Der Spiegel der Natur seine Erkenntniskritik vorgetragen hat, verabschiedet er nun die ganze Metaphysik, die Philosophie als Fundamentalwissenschaft, die mit dem Blick aufs Ganze einen privilegierten Zugang zur Wahrheit beanspruchte.
An Wittgenstein anknüpfend, für den es außerhalb der Sprache keine erkennbare Welt gibt, schreibt Rorty: „Da Wahrheit eine Eigenschaft von Sätzen ist, da die Existenz von Sätzen abhängig von Vokabularen ist und da Vokabulare von Menschen gemacht werden, gilt dasselbe für Wahrheiten.“
Die Sprache sei kontingent und eine Geschichte von Metaphern, wobei die metaphorische Verwendung von Zeichen uns dazu zwinge, da sie uns unvertraut sind, uns um die Entwicklung neuer Theorien zu bemühen. Metaphern üben einen Überraschungseffekt aus: vergleichbar mit dem Schneiden einer Grimasse in einem Gespräch, so Rorty sich auf Donald Davidson beziehend. Metaphern haben keine Bedeutung, können aber zufällig auf fruchtbaren Boden fallen.
Im Gegensatz zur traditionellen Ironiekonzeption, in der Ironie als Mittel angesehen wird, der Wahrheit näher zu kommen, hat die Ironikerin bei Rorty (er benutzt die weibliche Form, um sich von der traditionellen Ironiekonzeption abzusetzen) Zweifel und Distanz gegenüber ihrem (Letzt-)Vokabular. Ironikerinnen sind bestrebt, ihr Vokabular immer wieder zu erneuern und zu hinterfragen. Im privaten Bereich dient dies der Erschaffung des Selbst und fördert die Autonomie. Freiheit ist für Rorty die Einsicht in die Kontingenz.

### „Wohlwollende“ vs. „kritische“ Lesart
Rortys Kritik wurde zu der größten Herausforderung der gegenwärtigen Philosophie, die diese in starke Unruhe versetzte. Er wird von einigen als konsequenter Entwickler der Analytischen Philosophie nach dem pragmatic turn angesehen. Diese Ansicht wird als „deflationistische“ Interpretation bezeichnet. Oder es wird behauptet, Rorty versuche, Philosophie überhaupt zu beenden. Beide Lesearten berufen sich auf seine Schriften. Rorty gilt aber auch als Philosoph, der der Philosophie ihre ursprüngliche lebenspraktische Bedeutung zurückgeben möchte, um so Orientierung und menschlichen Fortschritt zu fördern. Rorty hat zu diesen Kritiken zeitlebens eingehend Stellung bezogen.

## Auszeichnungen
2001 erhielt Rorty für sein Wirken den mit 50.000 Euro dotierten und in diesem Jahr zum ersten Mal vergebenen Meister-Eckhart-Preis. Außerdem war er seit 1983 Mitglied der American Academy of Arts and Sciences und seit 2005 der American Philosophical Society. Ebenfalls erhielt er 2005 die Wilbur Cross Medal der Yale University.

## Werke
- Whitehead's Use of the Concept of Potentiality. Magisterarbeit. 1952.
- The Linguistic Turn. 1967. Reprint: University of Chicago Press, 1992.
- Philosophy and the Mirror of Nature. Princeton University Press, 1979.
  - Deutsche Ausgabe: Der Spiegel der Natur. Übersetzt von Michael Gebauer. Suhrkamp, Frankfurt am Main 1981, ISBN 3-518-06420-7.
- Consequences of Pragmatism. University of Minnesota Press, 1982.
- Contingency, Irony, and Solidarity. Cambridge University Press, 1989.
  - Deutsche Ausgabe: Kontingenz, Ironie und Solidarität. Übersetzt von Christa Krüger. Suhrkamp, Frankfurt am Main 1989, ISBN 3-518-58012-4.
- Objectivity, Relativism, and Truth. Philosophical Papers I. 1991.
- Essays on Heidegger and Others. Philosophical Papers II. 1991.
- Hoffnung statt Erkenntnis. Eine Einführung in die pragmatische Philosophie. 2. Auflage. Passagen Verlag, Wien 2013, ISBN 978-3-7092-0085-8.
- Achieving Our Country. Leftist Thought in Twentieth Century America. 1997. (dt. Stolz auf unser Land. Die amerikanische Linke und der Patriotismus, Frankfurt 1999)
- Truth and Progress. Philosophical Papers III. 1997. (dt. Wahrheit und Fortschritt, Frankfurt 2000)
- Das Kommunistische Manifest 150 Jahre danach. Gescheiterte Prophezeiungen, glorreiche Hoffnungen. Übersetzt von Reinhard Kaiser. Sonderdruck Edition Suhrkamp, Frankfurt am Main 1998, ISBN 3-518-06529-7.
- Philosophy and Social Hope. 2000.
- mit Gianni Vattimo: Il futuro della religione. 2005. (dt. Die Zukunft der Religion, Frankfurt 2006)
- Philosophy as cultural Politics. Philosophical Papers IV. 2007. (dt. Philosophie als Kulturpolitik, Frankfurt 2008)
- Pragmatism as Anti-Authoritarianism. The Belknap Press of Harvard University Press, 2021.
  - deutschsprachige Ausgabe: Pragmatismus als Antiautoritarismus. Herausgegeben von Eduardo Mendieta. Mit einem Vorwort von Robert B. Brandom. Übersetzt von Joachim Schulte, suhrkamp, Berlin 2023, ISBN 978-3-518-58794-2.[43]